# Cirilo Antonio Rivarola
Cirilo Antonio Rivarola Acosta (n. 10 mai 1834, Eusebio Ayala⁠(d), Cordillera Department⁠(d), Paraguay – d. 31 decembrie 1878, Asunción, Paraguay) a fost al patrulea președinte al Paraguayului de la 1 martie 1870 până la 10 decembrie 1871.
Înaintea și în timpul Războiului Triplei Alianțe, Rivarola era un adversar al dictatorului Francisco Solano López. În 1869, în mijlocul înfrângerii Paraguayului și al războiului de gherilă al lui Solano împotriva cuceritorilor Paraguayului, Rivarola a condus o rebeliune împotriva lui Solano și a devenit președinte al unui guvern provizoriu care controla capitala.
Rivarola a devenit președintele oficial al Paraguayului în martie 1870, când Solano a fost ucis. Rivarola a renunțat la președinție la 31 august 1870, dar a redobândit-o a doua zi când guvernul provizoriu a fost reînnoit, astfel că a rămas președinte pentru mai bine de un an. El a prezidat înțelegerea dintre Paraguay și alianță și astfel s-a ajuns la pace, deși recuperarea Paraguayului a fost foarte lentă. A demisionat în decembrie 1871 din cauza manifestațiilor violente împotriva guvernului său.
În 1878, în timp ce se îndrepta spre o întâlnire cu președintele Cándido Bareiro, Rivarola a fost înjunghiat de către persoane mascate, decedând.